# Cerco de Jerusalém (1244)
O cerco de Jerusalém de 1244 ocorreu após a Sexta Cruzada, quando um exército corásmio conquistou a cidade em 15 de julho de 1244.

## Prelúdio
O Imperador Frederico II do Sacro Império Romano-Germânico liderou a Sexta Cruzada de 1228 a 1229 e reivindicou o título de Rei de Jerusalém como marido de Isabel II, rainha desde 1212. O exército trazido pelo imperador e sua reputação no mundo muçulmano foram suficientes para recuperar Jerusalém, Belém, Nazaré e várias fortalezas sem lutar, conforme assinado por um tratado com o sultão aiúbida Camil. Entretanto, Jerusalém não permaneceu nas mãos dos cristãos por muito tempo, pois, apesar de novos ganhos territoriais alguns anos antes na Cruzada dos Barões, estes últimos não controlavam os arredores da cidade o suficiente para garantir uma defesa eficaz. O exército Khwarazmian consistia em 10 mil cavaleiros, compreendendo alguns dos remanescentes do exército predominantemente quipechaque do último Khwarazmshah, Jalaladim Mingueburnu, e o curdo Qaymariyya. Eles estavam agindo em conjunto com o sultão aiúbida.

## Batalha
Em 1244, os aiúbidas permitiram que os corásmios, cujo império havia sido destruído pelos mongóis em 1231, atacassem a cidade. O cerco ocorreu em 15 de julho, e a cidade caiu rapidamente. Os corásmios saquearam o Bairro Armênio, onde dizimaram a população cristã e expulsaram os judeus. Além disso, eles saquearam os túmulos dos reis de Jerusalém na Igreja do Santo Sepulcro e desenterraram seus ossos, de onde os túmulos de Balduíno I e Godofredo de Bouillon se tornaram cenotáfios. Em 23 de agosto, a Torre de David rendeu-se às forças corasimianas e cerca de 6 mil homens, mulheres e crianças cristãos saíram de Jerusalém, onde foram massacrados. Mesmo após a promessa de passagem segura, apenas 300 escaparam para Jafa.

## Consequências
O saque da cidade e o massacre que o acompanhou levaram os cruzados a reunir uma força para se juntar às forças aiúbidas e lutar contra as forças egípcias e corásmicas na Batalha de La Forbie.